# Handbook of South American Indians
Das Handbook of South American Indians („Handbuch der südamerikanischen Indianer“) ist die ethnologische Standardenzyklopädie zu den indigenen Völkern Südamerikas, herausgegeben ab 1946 und erschienen als Band 143 der Bulletins des Bureau of American Ethnology.
Zahlreiche renommierte Fachgelehrte haben daran mitgearbeitet, darunter Robert H. Lowie, Alfred Métraux, Claude Lévi-Strauss, Curt Nimuendajú, um nur einige zu nennen. Herausgeber war der amerikanische Anthropologe Julian Haynes Steward.

## Gliederung
- The Marginal tribes (= Handbook of South American Indians. Nr. 1). 1946 (biodiversitylibrary.org).
- The Andean civilizations (= Handbook of South American Indians. Nr. 2). 1946 (biodiversitylibrary.org).
- The Tropical Forest tribes (= Handbook of South American Indians. Nr. 3). 1948 (biodiversitylibrary.org).
- The Circum-Caribbean tribes (= Handbook of South American Indians. Nr. 4). 1948 (biodiversitylibrary.org).
- The comparative ethnology of South American Indians (= Handbook of South American Indians. Nr. 5). 1949 (biodiversitylibrary.org).
- Physical anthropology, linguistics, and cultural geography of South American Indians (= Handbook of South American Indians. Nr. 6). 1950 (biodiversitylibrary.org).
- Index (= Handbook of South American Indians. Nr. 7). 1959 (biodiversitylibrary.org).